# Opařany
Opařany är en ort i Tjeckien.   Den ligger i regionen Södra Böhmen, i den centrala delen av landet, 80 km söder om huvudstaden Prag. Opařany ligger 469 meter över havet och antalet invånare är 1 365.
Terrängen runt Opařany är platt. Runt Opařany är det ganska glesbefolkat, med 42 invånare per kvadratkilometer. Närmaste större samhälle är Tábor, 12,9 km öster om Opařany. I omgivningarna runt Opařany växer i huvudsak blandskog.